# Jiří Kolář (policista)
Jiří Kolář (* 9. dubna 1952) je bývalý český policista, v letech 1998–2005 policejní prezident Policie České republiky.

## Život
Po absolvování základní školy se vyučil montérem ocelových konstrukcí na odborném učilišti v Uničově a po základní vojenské službě vstoupil do Sboru národní bezpečnosti (tehdejší obdoba policie), kde působil od roku 1972 jako hlídkový příslušník pohotovostní jednotky v Brně. Od roku 1976 pracoval u kriminální služby na odboru hospodářské kriminality Městské správy Veřejné bezpečnosti v Brně.
V roce 1979 získal maturitu na důstojnické škole a od dalšího roku zastupoval náčelníka obvodního oddělení Veřejně bezpečnosti v Brně. V roce 1981 se vrátil na odbor hospodářské kriminality, kde byl též zástupcem náčelníka. Začal studovat práva na Právnické fakultě University Jana Evangelisty Purkyně v Brně, které dokončil v roce 1985 a stal se náčelníkem odboru hospodářské kriminality. V letech 1982–1989 byl členem KSČ.
V roce 1993 se stal ředitelem Městského ředitelství Policie ČR v Brně, o dva roky později pak zástupcem ředitele Policie ČR Správy Jihomoravského kraje pro cizineckou a pohraniční policii, kterou vykonával až do svého jmenování policejním prezidentem 7. srpna 1998 ministrem vnitra Václavem Grulichem.
Během svého působení v úřadu policejního prezidenta mu vydržela pověst neúplatného šéfa, nebyl ale považován za rázného. Politickým rozhodnutím sice dlouho vzdoroval, ale většinou neúspěšně. Nedokázal prodat úspěchy policie, naopak policejní přehmaty obhajoval přes nevoli veřejnosti. Kritizován je za nárůst počtu odposlechů, nerozpoznanou sérii vražd manželů Stodolových či sporné zatčení spolupracovníka šéfa opozice Mirka Topolánka.
V roce 2005 získal jako policejní prezident cenu Velkého bratra za výrok: „Já vedu rozhovory a ať si je každý odposlouchává, jak chce. Když si je člověk jistý, že nic nespáchal, může mu to být jedno.“
Na konci června 2005 po kritice policie v souvislosti s útěkem Radovana Krejčíře během policejní prohlídky oznámil svoji rezignaci na post policejního prezidenta k 15. srpnu 2005. Tehdejší ministr vnitra František Bublan nabídl Kolářovi funkci styčného policejního důstojníka na českém velvyslanectví na Slovensku, kterou přijal.
Jiří Kolář je ženatý a má dvě dcery.